# Невероятное пари, или Истинное происшествие, благополучно завершившееся сто лет назад
«Невероятное пари, или Истинное происшествие, благополучно завершившееся сто лет назад» — советский художественный телефильм 1984 года в постановке Владимира Мотыля, состоящий из нескольких киноновелл по мотивам произведений А. П. Чехова: «Жилец», «Из воспоминаний идеалиста», «Пари», «Неосторожность», «На мельнице», «Сапожник и нечистая сила».

## Сюжет

### 1 новелла «Жилец»
Молодой человек по фамилии Брыкович некогда занимался адвокатурой, а теперь живёт без дела у своей богатой жены, которая является хозяйкой пансиона «Тунис». Однажды у него выходит ссора с одним из постояльцев, пьяницей Халявкиным, который никак не может уплатить за проживание. После ссоры Брыкович и Халявкин выпили и помирились. Халявкину мерзко, что он беден, и каждый может его оскорбить. Брыкович тоже когда-то был беден, теперь он богат, но он продал молодость, карьеру и принципы.
- Людмила Целиковская — мадам Брыкович
- Станислав Садальский — Брыкович
- Михаил Уржумцев — Халявкин, скрипач

### 2 новелла «Из воспоминаний идеалиста»
Среднего достатка горожанин снимает комнату на лето в доме небогатой и нестарой вдовы Книгиной. Скуки ради он решает приударить за хозяйкой, полагая сэкономить на тратах. Уже уезжая и привычно обещая вскорости всенепременно приехать в гости (а на деле уже готовясь забыть о дачном романе), квартирант берёт лист, где записано, сколько он должен за постой. Оказывается, вдова, не раз наученная подобным опытом, поставила свои сексуальные услуги в счёт. 
- Михаил Козаков — дачник Дудник (Дудочка)
- Ирина Муравьёва — Софья Павловна Книгина

### 3 новелла «Невероятное пари»
Молодой юрист и банкир заключают пари. Юрист обязуется провести 15 лет в добровольном заточении во флигеле банкира, не общаясь ни с кем. Ему предоставляется пища и всё необходимое, но связь с миром у молодого человека односторонняя: он пишет, что ему нужно, на следующий день немой слуга приносит требуемое. В любой момент студент волен выйти из флигеля, но тогда он не получит обещанную крупную сумму. Время идёт, и некогда богатый банкир становится банкротом. Чем ближе срок выплаты оговоренного выигрыша, тем сильнее в нём мысль убить уже немолодого юриста.
- Алексей Петренко — банкир
- Борис Плотников — студент-юрист (озвуч. Александр Кайдановский)

### 4 новелла «Неосторожность»
Пётр Петрович Стрижин поздно ночью возвращается домой с крестин. Желая выпить водки, он берёт из шкафа бутыль и наливает в рюмку. Опорожнив рюмку, он понимает, что выпил не водки, а керосину, и хватаясь за горло, начинает бросаться из стороны в сторону. Проснувшаяся свояченица Дашенька не выказывает ему ни малейшего сочувствия, а напротив, укоряет его за то, что он посмел взять водку.
Несчастный бежит в аптеку и просит аптекаря дать ему чего-нибудь. Но аптекарь не может понять, что дают в таких случаях. В отчаянии Стрижин выбегает из аптеки и возвращается домой — ждать смерти.
На следующее утро он, невредимый, уже радуется, что ведёт «правильную и регулярную жизнь» и потому его никакая отрава не возьмёт. Дашенька же объясняет его спасение тем, что в лавке ей подсунули плохой керосин.
- Алексей Кожевников — Пётр Петрович Стрижин
- Валентина Кособуцкая — Дарья Ивановна, свояченица Стрижина
- Николай Боярский — аптекарь

### 5 новелла «На мельнице»
К мельнику Алексею Бирюкову издалека пешком приходит в гости его престарелая мать. Она рассказывает ему о бедственном положении его брата и просит для него денег, но тот не даёт. Старушка рассказывает сыну, что была недавно в гостях и там для него взяла гостинец. Она протягивает ему пряник, но мельник, устыдившись, грубит матери. Обиженная, она отправляется домой. Сын, усовестившись, догоняет её и даёт ей 20 копеек.
- Юрий Смирнов — Алексей Дорофеевич Бирюков, мельник
- Галина Скоробогатова — маменька мельника

### 6 новелла «Сапожник и нечистая сила»
Сапожник Фёдор Нилов обнаруживает, что сапоги, заказанные ему клиентом, готовы. Он идёт к заказчику. Желая примерить сапоги, Фёдор снимает обувь с ноги заказчика, но вместо ноги обнаруживает там копыто, какое бывает у чертей. В испуге он пятится к дверям, но потом, собравшись с мыслями, начинает говорить, что он считает нечистую силу умнее всех. Заказчик хвалит Фёдора за его слова и спрашивает, что тот хочет за это. Фёдор хочет стать богатым, и его желание выполняется. Он сладко ест и имеет много денег, но уже не может позволить себе того, что раньше. Тут появляется нечистый и пытается затащить Фёдора в ад. Фёдор просыпается в своей каморке, у рабочего стола. Рядом стоит заказчик и бранит его за до сих пор не выполненную работу.
- Сергей Скрипкин — Фёдор Нилов, сапожник
- Алексей Петренко — банкир, заказчик сапогов
- Татьяна Агафонова — Марья, жена сапожника

## В ролях
- Людмила Целиковская — мадам Брыкович, содержательница меблированных комнат «Тунис»
- Станислав Садальский — Брыкович, бывший адвокат, муж престарелой хозяйки номеров
- Михаил Уржумцев — Халявкин, скрипач
- Борис Плотников — студент-юрист
- Алексей Петренко — банкир
- Ирина Муравьёва — Софья Павловна Книгина, хозяйка дачи
- Михаил Козаков — дачник Дудник (Дудочка)
- Алексей Кожевников — Пётр Петрович Стрижин, напившийся керосина
- Валентина Кособуцкая — Дарья Ивановна, свояченица Стрижина
- Николай Боярский — аптекарь
- Юрий Смирнов — Алексей Дорофеевич Бирюков, мельник
- Галина Скоробогатова — маменька мельника
- Сергей Скрипкин — Фёдор Нилов, сапожник
- Татьяна Агафонова — Марья, жена сапожника

## В эпизодах
- Марина Брусникина — соседка Книгиной
- Александр Пятков — Кузьма Лебёдкин, сапожник
- Станислав Соколов — гость у банкира
- Юрий Мальцев — батрак
- Вадим Александров — новый жилец Книгиной

## Съёмочная группа
- Сценарий — Евгений Митько
- Постановка — Владимир Мотыль
- Оператор-постановщик — Владимир Ильин
- Художник-постановщик — Валерий Кострин
- Композитор — Исаак Шварц
- Слова романса — Булат Окуджава